# Unterschreitungstag
Die Unterschreitungstage bezeichnen in der Binnenschifffahrt die Anzahl der Tage im Jahr, in denen die Mindestfahrrinnentiefe aufgrund von Wassermangel im Flussbett unterschritten wurde.
Unterschreitungstage werden in Diagrammen an der festgelegten Dauerlinie abgelesen.